# Peter van de Merwe

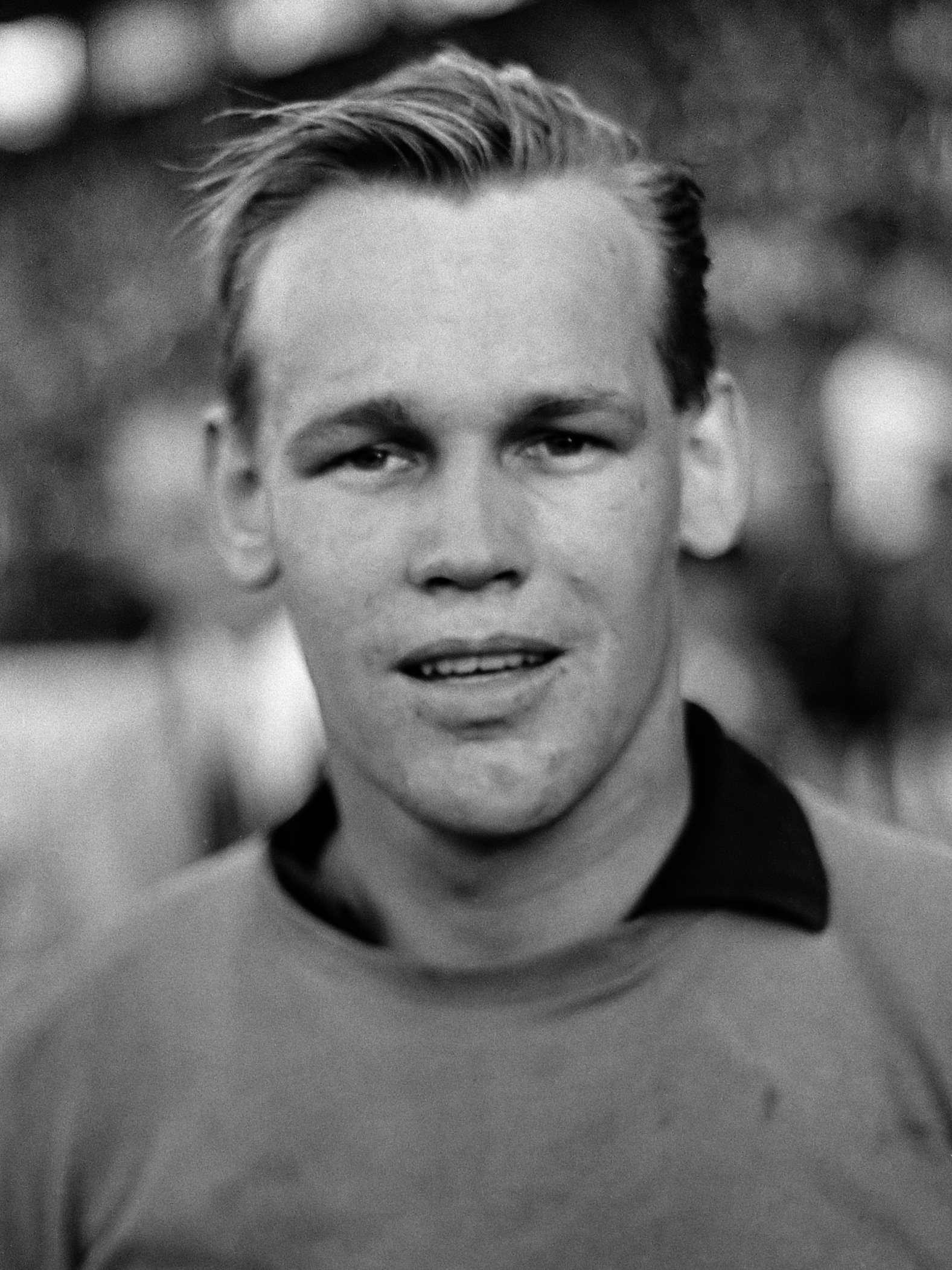
Peter van de Merwe (1967)

Petrus (Peter) van de Merwe (Breda, 13 januari 1942 – St. Willebrord, 24 februari 2016) was een Nederlands voetballer die als doelman speelde.

## Loopbaan
Van de Merwe kwam zijn gehele loopbaan (1959-1971) uit voor NAC. Hij diende meermaals een transferverzoek in maar zag onder meer overgangen naar PSV (1966) en de Pittsburgh Phantoms (1967) afketsen. In 1962 keepte hij vijf wedstrijden in het Nederlands voetbalelftal. Hij debuteerde onder bondscoach Elek Schwartz in de (gewonnen) wedstrijd tegen Noord-Ierland. Hij speelde daarna nog interlands tegen Noorwegen, Nederlandse Antillen, België en Zwitserland. Na een handblessure, begin 1963, was hij alleen nog reserve bij het nationale team. In 1970 keepte hij zijn laatste wedstrijd. Hij viel uit na een trap tegen zijn been en herstelde niet goed. In 1971 werd hij afgekeurd en werd ernstig gewrichtsreuma en peesontstekingen bij hem geconstateerd. Hierna belandde hij een periode in een rolstoel en werd er een benefietwedstrijd voor hem gespeeld. In 1974 kon hij weer zelfstandig lopen en had hij zijn boekhouddiploma behaald.
Van de Merwe werkte als beheerder van de sporthal in zijn woonplaats Sint Willebrord en was vervolgens nog jarenlang conciërge op het Munnikenheide College in Rucphen.
Hij overleed op 74-jarige leeftijd aan longvlieskanker.